# Mitsutoshi Tsushima
Mitsutoshi Tsushima (Shizuoka, 30 juli 1974) is een voormalig Japans voetballer.

## Carrière
Mitsutoshi Tsushima speelde tussen 1993 en 1995 voor Nagoya Grampus Eight.